# Inge Drexel
Ingeborg „Inge“ Drexel (* 20. Oktober 1919 in Dornbirn; † 6. Juli 2014 in München) war eine österreichisch-deutsche Schauspielerin bei Bühne und Film.

## Leben und Wirken
Die Tochter des Zollbeamten Georg Drexel und seiner Frau Maria geb. Gregoritsch erhielt zu Beginn des Zweiten Weltkriegs ihre künstlerische Ausbildung und begann ihre Bühnenlaufbahn in der Spielzeit 1940/41 in Graz. Anschließend wurde sie an das Deutsche Theater ins deutsch besetzte Metz (Lothringen) geholt, in der letzten Spielzeit (1943/44) vor der Schließung sämtlicher reichsdeutschen Bühnen wirkte Drexel am Berliner Schillertheater. Auch nach 1945 blieb sie in erster Linie der Bühne verpflichtet und trat in den 1950er Jahren an Berliner Spielstätten wie dem Theater am Kurfürstendamm und erneut dem Schiller-Theater auf.
Bereits im Krieg stand die Künstlerin mit einigen Nebenrollen in deutschen Filmen auch vor der Kamera. Ihr Debüt gab sie 1941 mit der Magd Julie in dem frühen Farbfilm Die goldene Stadt unter der Regie Veit Harlans. Harlan holte sie 1943 auch für seinen gleichfalls farbigen Propagandafilm Kolberg, wo man die dunkelhaarige Künstlerin erneut an der Seite der Harlan-Gattin Kristina Söderbaum sehen konnte. In ihrem dritten Farbfilm, der Revuekomödie Die Frau meiner Träume, verkörperte Drexel 1943 das Dorfmädchen Resi. Sie stand 1944 in der Gottbegnadeten-Liste des Reichsministeriums für Volksaufklärung und Propaganda.
Nach 1945 setzte die Schauspielerin ihre Filmtätigkeit fort, jedoch kam sie nicht mehr über Episodenrollen hinaus. 1960 heiratete sie den Dirigenten und Komponisten Fritz Schall und zog sich nach der Geburt des gemeinsamen Sohnes ins Privatleben zurück. Unbemerkt von der Öffentlichkeit starb Inge Drexel 2014 in München.

## Filmografie
- 1942: Die goldene Stadt
- 1942: Die heimlichen Bräute
- 1943: Der kleine Grenzverkehr
- 1943: Die Affäre Roedern
- 1943/45: Kolberg
- 1944: Die Frau meiner Träume
- 1944/49: Der große Fall
- 1945: Wir seh’n uns wieder
- 1953: Blume von Hawaii
- 1954: Alles für dich, mein Schatz
- 1955: Ein Mädchen aus Flandern
- 1957: … und die Liebe lacht dazu
- 1962: Alpenkönig und Menschenfeind (Fernsehfilm)